# Ubisoft Quebec
Ubisoft Quebec ist ein kanadischer Videospielentwickler und Tochtergesellschaft der französischen Videospielfirma Ubisoft mit Sitz in Québec.

## Geschichte
Die Ubisoft-Niederlassung Quebec wurde am 11. April 2005 angekündigt und am 2. Juni 2005 eröffnet. Im Juni 2008 baute Ubisoft Quebec sein Geschäft mit Computer Generated Imagery aus, um gemeinsam mit der Guillemot Corporation an Filmen zu arbeiten. Diese Aufgabe wurde allerdings mit der Gründung von Ubisoft Motion Pictures im Mai 2011 abgegeben. Am 3. November 2011 übernahm Ubisoft eine in Québec ansässige Entwicklungsabteilung von Longtail Studios. Die Übernahme brachte Ubisoft Quebec 48 Mitarbeiter neue Mitarbeiter.
Am 4. Juni 2013 wurde François Pelland zum Executive Director ernannt. Im September 2013 gab Ubisoft bekannt, dass das Unternehmen plant, 373 Mio. $ in die Infrastruktur von Ubisoft Quebec zu investieren, um weiter 500 Positionen zu schaffen. Bis Ende 2020 soll Ubisoft Quebec 3500 Mitarbeiter beschäftigen. Als ersten Schritt zu diesem Ziel schuf man am 24. Januar 2014 weitere 100 Stellen mit einer Investition in Höhe von 28 Mio. $. Am 2. Juli 2014 wurde bekannt gegeben, dass Ubisoft Quebec die Entwicklung des kommenden Assassin’s-Creed-Spiels (das später zu Assassin’s Creed Syndicate wurde) leiten wird. Alle vorherigen Titel entstanden unter der Leitung von Ubisoft Montreal. Am selben Tag gab das Studio außerdem bekannt, dass die 350 Mitarbeiter in neue Büros im Quartier Saint-Roch umziehen werden, um Platz für weitere 100 Arbeitsplätze zu schaffen. Im Jahr 2017 wurde Patrick Klaus zum Managing Director von Ubisoft Quebec ernannt. Im Dezember 2018 trat Mike Laidlaw, der zuvor als Creative Director für BioWare fungierte, Ubisoft Quebec bei, um die gleiche Rolle zu übernehmen.

## Entwickelte Spiele
| Jahr | Titel                                   | Plattform(en) | Plattform(en)        | Plattform(en) | Plattform(en) | Plattform(en) | Plattform(en) | Plattform(en) | Plattform(en)    | Plattform(en)     | Plattform(en) | Plattform(en) | Plattform(en) | Plattform(en) | Plattform(en) | Plattform(en) | Plattform(en) | Plattform(en) |
| Jahr | Titel                                   | PlayStation 2 | PlayStation Portable | PS3           | PS4           | Xbox          | X360          | XONE          | Game Boy Advance | Nintendo GameCube | Nintendo DS   | Wii           | Wii U         | Switch        | PC            | MacOS         | iOS           | Stadia        |
| ---- | --------------------------------------- | ------------- | -------------------- | ------------- | ------------- | ------------- | ------------- | ------------- | ---------------- | ----------------- | ------------- | ------------- | ------------- | ------------- | ------------- | ------------- | ------------- | ------------- |
| 2006 | Tom Clancy's Rainbow Six: Critical Hour | nein          | nein                 | nein          | nein          | ja            | nein          | nein          | nein             | nein              | nein          | nein          | nein          | nein          | nein          | nein          | nein          | nein          |
| 2006 | Jagdfieber                              | ja            | ja                   | nein          | nein          | ja            | ja            | nein          | ja               | ja                | ja            | ja            | nein          | nein          | ja            | nein          | nein          | nein          |
| 2007 | Tom Clancy’s Rainbow Six: Vegas         | nein          | ja                   | ja            | nein          | nein          | ja            | nein          | nein             | nein              | nein          | nein          | nein          | nein          | ja            | nein          | nein          | nein          |
| 2007 | Cranium Kabookii                        | nein          | nein                 | nein          | nein          | nein          | nein          | nein          | nein             | nein              | nein          | ja            | nein          | nein          | nein          | nein          | nein          | nein          |
| 2007 | Könige der Wellen                       | ja            | ja                   | nein          | nein          | nein          | ja            | nein          | ja               | ja                | ja            | ja            | nein          | nein          | ja            | ja            | nein          | nein          |
| 2008 | Kampf der Giganten: Dinosaurier         | nein          | nein                 | nein          | nein          | nein          | nein          | nein          | nein             | nein              | ja            | nein          | nein          | nein          | nein          | nein          | nein          | nein          |
| 2008 | My Stop Smoking Coach with Allen Carr   | nein          | nein                 | nein          | nein          | nein          | nein          | nein          | nein             | nein              | ja            | nein          | nein          | nein          | nein          | nein          | nein          | nein          |
| 2009 | Battle of Giants: Dragons               | nein          | nein                 | nein          | nein          | nein          | nein          | nein          | nein             | nein              | ja            | nein          | nein          | nein          | nein          | nein          | nein          | nein          |
| 2010 | Combat of Giants: Mutant Insects        | nein          | nein                 | nein          | nein          | nein          | nein          | nein          | nein             | nein              | ja            | nein          | nein          | nein          | nein          | nein          | nein          | nein          |
| 2010 | Battle of Giants: Dinosaurs Strike      | nein          | nein                 | nein          | nein          | nein          | nein          | nein          | nein             | nein              | nein          | ja            | nein          | nein          | nein          | nein          | nein          | nein          |
| 2010 | Assassin’s Creed: Brotherhood           | nein          | nein                 | ja            | ja            | nein          | ja            | ja            | nein             | nein              | nein          | nein          | nein          | nein          | ja            | ja            | nein          | nein          |
| 2010 | Prince of Persia                        | nein          | ja                   | ja            | nein          | nein          | ja            | nein          | nein             | nein              | ja            | ja            | nein          | nein          | ja            | nein          | nein          | nein          |
| 2011 | Kampf der Giganten: Dinosaurier 3D      | nein          | nein                 | nein          | nein          | nein          | nein          | nein          | nein             | nein              | ja            | nein          | nein          | nein          | nein          | nein          | nein          | nein          |
| 2011 | PowerUp Heroes                          | nein          | nein                 | nein          | nein          | nein          | ja            | nein          | nein             | nein              | nein          | nein          | nein          | nein          | nein          | nein          | nein          | nein          |
| 2011 | The Black Eyed Peas Experience          | nein          | nein                 | nein          | nein          | nein          | ja            | nein          | nein             | nein              | nein          | ja            | nein          | nein          | nein          | nein          | nein          | nein          |
| 2012 | Marvel Avengers: Kampf um die Erde      | nein          | nein                 | nein          | nein          | nein          | ja            | nein          | nein             | nein              | nein          | nein          | ja            | nein          | nein          | nein          | nein          | nein          |
| 2012 | Might & Magic: Duel of Champions        | nein          | nein                 | nein          | nein          | nein          | nein          | nein          | nein             | nein              | nein          | nein          | nein          | nein          | ja            | nein          | ja            | nein          |
| 2015 | Assassin’s Creed Syndicate              | nein          | nein                 | nein          | ja            | nein          | nein          | ja            | nein             | nein              | nein          | nein          | nein          | nein          | ja            | nein          | nein          | nein          |
| 2018 | Assassin’s Creed Odyssey                | nein          | nein                 | nein          | ja            | nein          | nein          | ja            | nein             | nein              | nein          | nein          | nein          | ja            | ja            | nein          | nein          | ja            |
| 2020 | Immortals: Fenyx Rising                 | nein          | nein                 | nein          | ja            | nein          | nein          | ja            | nein             | nein              | nein          | nein          | nein          | ja            | ja            | nein          | nein          | ja            |